# Futbol'nyj Klub Dynamo Kyïv 2017-2018
Questa voce raccoglie le informazioni riguardanti il Futbol'nyj Klub Dynamo Kyïv, meglio conosciuta come Dinamo Kiev, nelle competizioni ufficiali della stagione 2017-2018.

## Stagione
La squadra è allenata dall'ex attaccante della Dinamo e della nazionale bielorussa Aljaksandr Chackevič, già allenatore della seconda squadra. Per il quarto anno consecutivo il primo incontro ufficiale della Dinamo è la sfida in Supercoppa d'Ucraina contro lo Šachtar, persa per 2-0. Il 14 luglio, per la prima sfida europea al terzo turno delle qualificazioni di Champions League, vengono sorteggiati i vice campioni di Svizzera dello Young Boys. Il doppio confronto termina con un risultato complessivo di 3-3 e gli elvetici passano il turno in virtù della regola dei gol fuori casa. Il 4 agosto, l'avversario sorteggiato per gli spareggi di Europa League è il team portoghese del Marítimo. Il doppio confronto coi lusitani termina 3-1 a favore della squadra di Kiev.

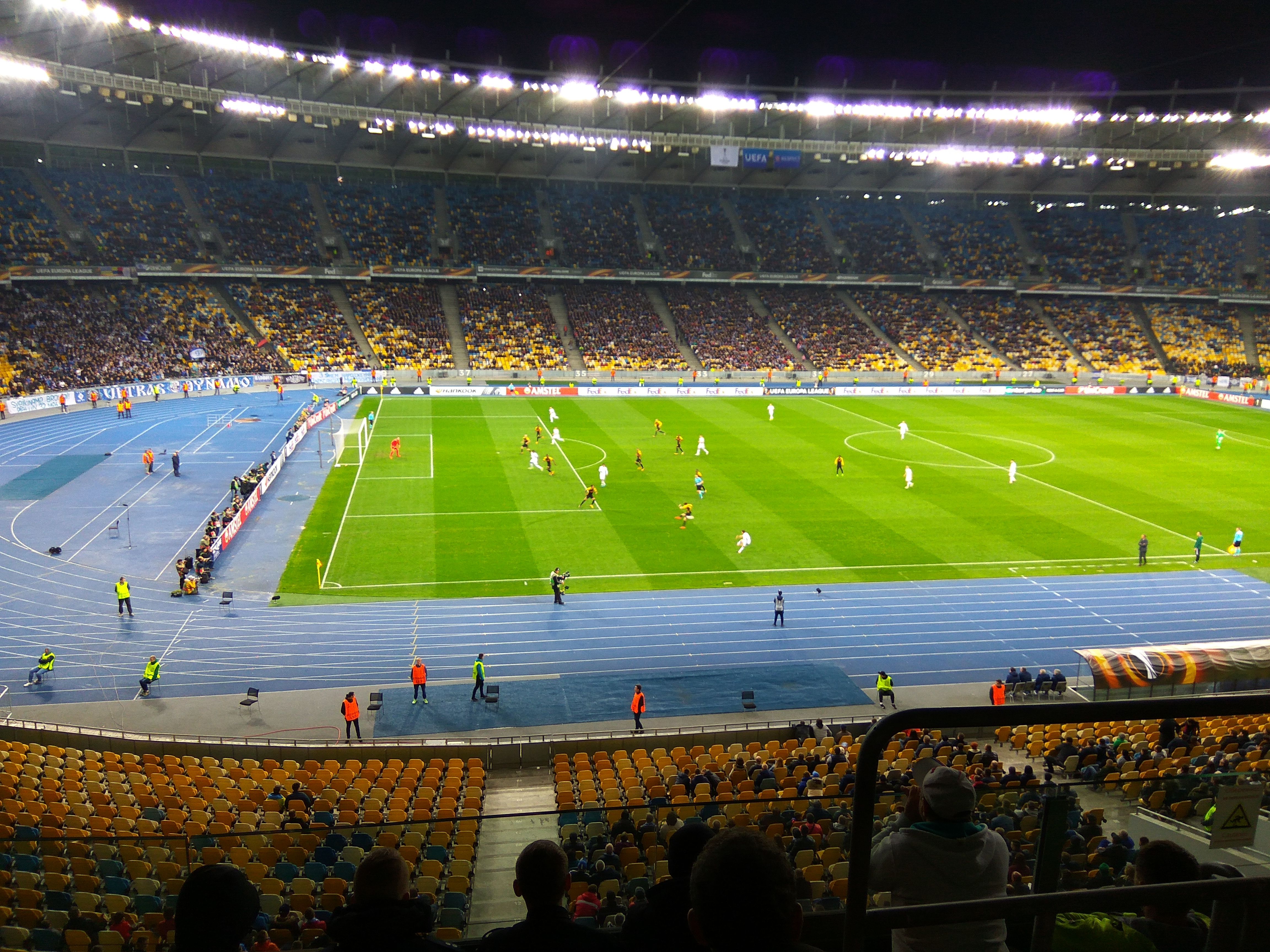
Azione di gioco durante Dinamo Kiev 2-2 Young Boys

Il 25 agosto a Monte Carlo ha luogo il sorteggio dei gironi di Europa League che vede impegnati gli ucraini nel girone B con gli albanesi dello Skënderbeu, i serbi del Partizan e gli svizzeri dello Young Boys, già affrontati al terzo turno preliminare di Champions League. Il 27 agosto, a causa del perpetrarsi della guerra del Donbass, la Dinamo si rifiuta di giocare la partita valida per la 7ª giornata di Prem"jer-liha a Mariupol'. L'11 settembre la FFU decreta la sconfitta per 3-0 della squadra di Kiev.
La partita d'esordio della fase a gironi di Europa League, a Kiev contro lo Skenderbeu, vede la vittoria dei padroni di casa per 3-1, la prima in assoluto contro una squadra albanese. Il 25 ottobre, in casa dell'Oleksandrija, la Dinamo vince 3-2 ai tempi supplementari guadagnando il passaggio ai quarti di finale di Coppa d'Ucraina.
Il 2 novembre, grazie alla vittoriosa trasferta per 1-0 contro lo Young Boys, la Dinamo si qualifica matematicamente ai sedicesimi di finale di Europa League. Il 29 novembre la Dinamo supera per 2-0 il Desna Černihiv in trasferta e approda in semifinale della coppa nazionale. Il 22 febbraio la Dinamo Kiev si qualifica agli ottavi di finale di Europa League in virtù della regola dei gol in trasferta, dopo che il doppio confronto coi greci dell'AEK Atene si è concluso sull'1-1.
Il 15 marzo la Dinamo di Kiev viene eliminata agli ottavi di finale di Europa League per mano degli italiani della Lazio, in seguito alla sconfitta complessiva per 4-2. Il 18 aprile i Bianchi si qualificano alla finale di coppa nazionale, battendo il Dnipro-1 per 4-1. Il 9 maggio, in finale contro i rivali dello Shakhtar, la Dinamo Kiev perde la Coppa di Ucraina venendo sconfitta per 2-0. La stagione si conclude con la vittoria per 2-1 sullo Shakhtar all'ultima giornata.

## Maglie e sponsor
Lo sponsor tecnico per la stagione 2017-2018 è Adidas.
|  | Casa |  | Trasferta |

## Organigramma societario

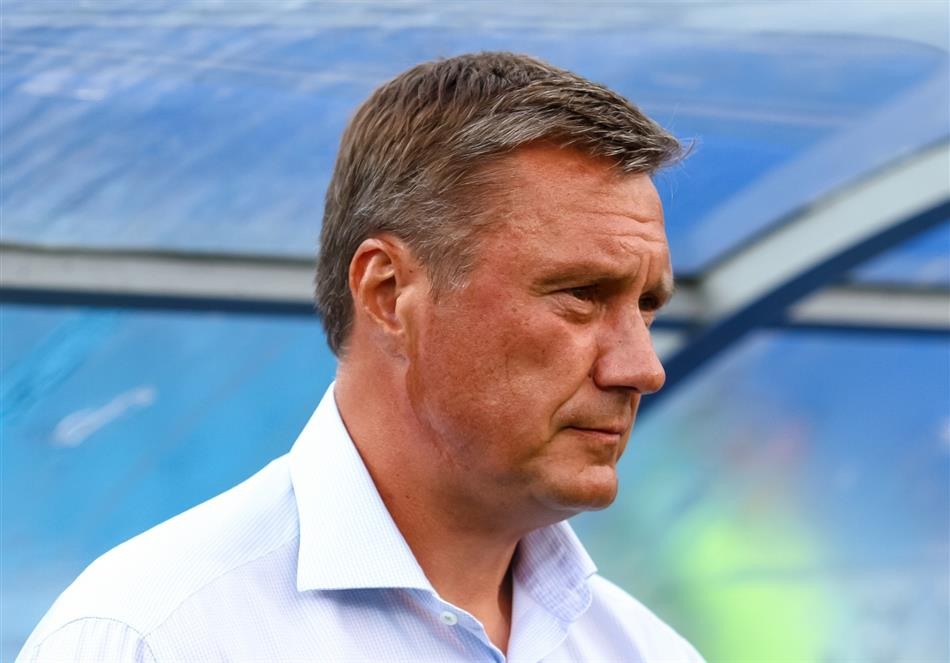
L'allenatore della Dinamo Kiev, Aljaksandr Chackevič, all'esordio sulla panchina dei bianchi.

Dal sito internet ufficiale della società.
Area direttiva
- Presidente: Ihor Surkis
- Primo Vicepresidente: Vitalii Sivkov
- Direttore generale: Rezo Chokhonelidze
- Direttore sportivo: Oleksij Mychajlyčenko
- Vicepresidenti: Leonid Ashkenazi, Oleksii Palamarchuk, Mykhailo Petroshenko, Oleksii Semenenko, Andriy Madzyanovskyi

Area tecnica
- Allenatore: Aljaksandr Chackevič
- Allenatore in seconda: Oleh Lužnyj
- Allenatore in terza: Maksim Shatskix
- Preparatore dei portieri: Mychajlo Mychajlov
- Preparatori atletici: Boris Payrek, Vytalii Kulyba, Jesus Pinedo, Volodymyr Yarmoshuk

Area sanitaria
- Fisioterapisti: Volodymyr Malyuta, Leonid Myronov, Andrij Shmorgun
- Staff medico: Serhij Myronenko, Pavlo Shvydkyi, Andrij Sobchenko, Anatolij Sosynovich, Vasyl Yashchenko

Area marketing
- Gruppo analitico: Olexandr Kozlov, Anatolij Kroshchenko

Area amministrativa
- Amministrazione: Olexandr Chubarov, Viktor Kashpour, Anatolij Pashkovskyi, Pylyp Repetylo

## Rosa

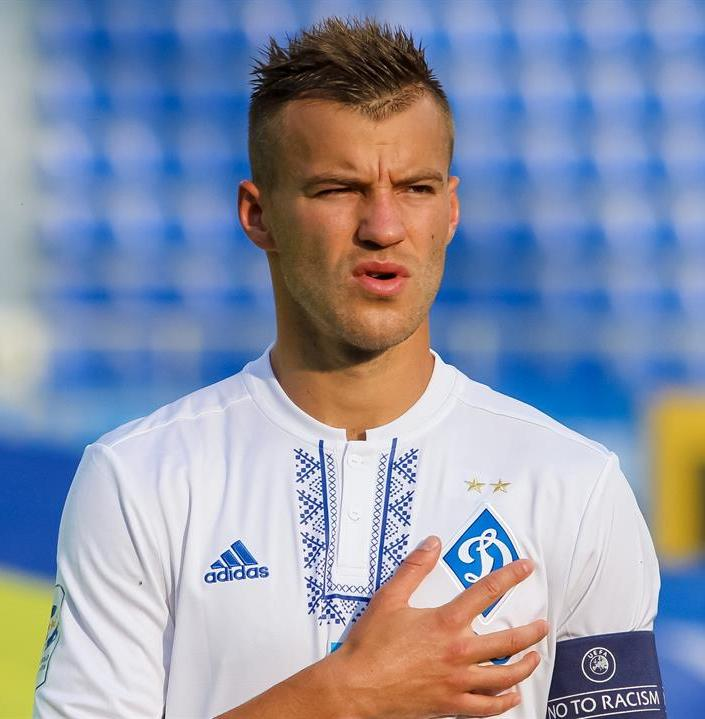
Andrij Jarmolenko, alla sua ultima stagione (339 presenze e 137 reti) con la Dinamo Kiev

Rosa e numerazione, tratte dal sito ufficiale della Dynamo Kyïv.
| N. |                        | Ruolo | Calciatore         |
| -- | ---------------------- | ----- | ------------------ |
| 1  | Ucraina (bandiera)     | P     | Heorhij Buščan     |
| 2  | Perù (bandiera)        | D     | Carlos Zambrano    |
| 4  | Serbia (bandiera)      | D     | Aleksandar Pantić  |
| 5  | Portogallo (bandiera)  | D     | Vitorino Antunes   |
| 5  | Ucraina (bandiera)     | C     | Serhij Sydorčuk    |
| 7  | Slovacchia (bandiera)  | C     | Benjamin Verbič    |
| 8  | Ucraina (bandiera)     | C     | Volodymyr Šepeljev |
| 9  | Ucraina (bandiera)     | D     | Mykola Morozjuk () |
| 10 | Ucraina (bandiera)     | A     | Andrij Jarmolenko  |
| 11 | Brasile (bandiera)     | A     | Júnior Moraes      |
| 13 | Ucraina (bandiera)     | A     | Dmytro Chl'obas    |
| 15 | Ucraina (bandiera)     | C     | Viktor Cyhankov    |
| 17 | Ucraina (bandiera)     | C     | Ruslan Rotan'      |
| 18 | Bielorussia (bandiera) | C     | Mikita Korzun      |
| 19 | Ucraina (bandiera)     | C     | Denys Harmaš       |
| 20 | Ucraina (bandiera)     | C     | Oleh Husjev        |
| 22 | Ucraina (bandiera)     | A     | Artem Kravec'      |

| N. |                         | Ruolo | Calciatore            |
| -- | ----------------------- | ----- | --------------------- |
| 23 | Croazia (bandiera)      | D     | Josip Pivarić         |
| 24 | Croazia (bandiera)      | D     | Domagoj Vida          |
| 25 | Paraguay (bandiera)     | A     | Derlis González       |
| 26 | Ucraina (bandiera)      | D     | Mykyta Burda          |
| 29 | Ucraina (bandiera)      | C     | Vitalij Bujal's'kij   |
| 30 | Ucraina (bandiera)      | D     | Artem Šabanov         |
| 33 | Ucraina (bandiera)      | P     | Volodymyr Mahankov    |
| 34 | Ucraina (bandiera)      | D     | Jevhen Chačeridi      |
| 35 | Ucraina (bandiera)      | P     | Maksym Koval'         |
| 40 | Ucraina (bandiera)      | C     | Mykola Šaparenko      |
| 41 | Ucraina (bandiera)      | A     | Artem Bjesjedin       |
| 44 | Ungheria (bandiera)     | D     | Tamás Kádár           |
| 45 | Ucraina (bandiera)      | C     | Vladyslav Kalytvyncev |
| 70 | RD del Congo (bandiera) | A     | Dieumerci Mbokani     |
| 71 | Ucraina (bandiera)      | P     | Denys Bojko           |
| 72 | Ucraina (bandiera)      | P     | Artur Rudko           |
| 94 | Polonia (bandiera)      | D     | Tomasz Kędziora       |

## Calciomercato

### Sessione estiva
| Acquisti         | Acquisti          | Acquisti         | Acquisti                   |
| R.               | Nome              | da               | Modalità                   |
| ---------------- | ----------------- | ---------------- | -------------------------- |
| D                | Tomasz Kędziora   | Lech Poznań      | definitivo (1,5 milioni €) |
| D                | Josip Pivarić     | Dinamo Zagabria  | definitivo (2 milioni €)   |
| C                | Oleh Husjev       |                  | svincolato                 |
| Altre operazioni |                   |                  |                            |
| R.               | Nome              | da               | Modalità                   |
| D                | Andrij Curikov    | Oleksandrija     | fine prestito              |
| C                | Serhij Mjakuško   | Vorskla          | fine prestito              |
| C                | Younès Belhanda   | Nizza            | fine prestito              |
| A                | Oleksandr Hladkyj | Karpaty          | fine prestito              |
| A                | Dmytro Chl'obas   | Vorskla          | fine prestito              |
| A                | Júnior Moraes     | Tianjin Quanjian | fine prestito              |
| A                | Artem Kravec'     | Granada          | fine prestito              |
| A                | Dieumerci Mbokani | Hull City        | fine prestito              |
| A                | Łukasz Teodorczyk | Anderlecht       | fine prestito              |

| Cessioni         | Cessioni          | Cessioni          | Cessioni                   |
| R.               | Nome              | a                 | Modalità                   |
| ---------------- | ----------------- | ----------------- | -------------------------- |
| D                | Vitorino Antunes  | Getafe            | prestito                   |
| D                | Valerij Fedorčuk  |                   | svincolato                 |
| D                | Zurab Očigava     | Olimpik Donec'k   | prestito                   |
| C                | Younès Belhanda   | Galatasaray       | definitivo (8 milioni €)   |
| C                | Serhij Rybalka    | Sivasspor         | prestito                   |
| A                | Roman Jaremčuk    | Gent              | definitivo (2 milioni €)   |
| A                | Andrij Jarmolenko | Borussia Dortmund | definitivo (25 milioni €)  |
| A                | Łukasz Teodorczyk | Anderlecht        | definitivo (4,5 milioni €) |
| Altre operazioni |                   |                   |                            |
| R.               | Nome              | a                 | Modalità                   |
| D                | Andrij Curikov    | Oleksandrija      | gratuito                   |
| C                | Serhij Mjakuško   |                   | svincolato                 |
| A                | Dmytro Chl'obas   | Dinamo Minsk      | prestito                   |
| A                | Oleksandr Hladkyj |                   | svincolato                 |

### Sessione invernale
| Acquisti         | Acquisti              | Acquisti        | Acquisti                 |
| R.               | Nome                  | da              | Modalità                 |
| ---------------- | --------------------- | --------------- | ------------------------ |
| P                | Denys Bojko           | Beşiktaş        | prestito                 |
| D                | Artem Šabanov         | Olimpik Donec'k | gratuito                 |
| D                | Carlos Zambrano       | Rubin           | gratuito                 |
| C                | Ruslan Rotan'         | Slavia Praga    | gratuito                 |
| C                | Benjamin Verbič       | Copenaghen      | definitivo (4 milioni €) |
| Altre operazioni |                       |                 |                          |
| R.               | Nome                  | da              | Modalità                 |
| D                | Zurab Očigava         | Olimpik Donec'k | fine prestito            |
| C                | Andrés Ramiro Escobar | Vasco da Gama   | fine prestito            |
| C                | Vladyslav Kalytvyncev | Zorja           | fine prestito            |
| A                | Dmytro Chl'obas       | Dinamo Minsk    | fine prestito            |

| Cessioni         | Cessioni              | Cessioni            | Cessioni       |
| R.               | Nome                  | a                   | Modalità       |
| ---------------- | --------------------- | ------------------- | -------------- |
| P                | Maksym Koval'         | Deportivo La Coruña | prestito       |
| D                | Domagoj Vida          | Beşiktaş            | gratuito       |
| A                | Artem Kravec'         | Kayserispor         | definitivo (?) |
| Altre operazioni |                       |                     |                |
| R.               | Nome                  | a                   | Modalità       |
| C                | Andrés Ramiro Escobar | Estudiantes (LP)    | prestito       |

## Risultati

### Prem"jer-liha

#### Girone d'andata
| Arbitro: | Hryso (Leopoli) |

|                             |           |               |
| Šepeljev 22’ Jarmolenko 42’ | Marcatori | 13’ Khoblenko |

| Arbitro: | Možarovs'kyj (Leopoli) |

|  |           |             |
|  | Marcatori | 46’ Mbokani |

| Arbitro: | Kozyk (Mukačevo) |

|                                                   |           |  |
| Bujal's'kij 8’ Cyhankov 55’, 62’, 83’ Mbokani 58’ | Marcatori |  |

| Poltava 6 agosto 2017, ore 19:30 EEST 4ª giornata | Vorskla          | 0 – 0 referto | Dinamo Kiev | Stadio Vorskla (9 500 spett.)\| Arbitro: \| Abdula (Charkiv) \| |
| Arbitro:                                          | Abdula (Charkiv) |               |             |                                                                 |

| Arbitro: | Romanov (Dnipro) |

|                                        |           |  |
| Mbokani 48’ Jarmolenko 76’ (rig.), 79’ | Marcatori |  |

| Arbitro: | Monzul' (Charkiv) |

|                                        |           |           |
| Bjesjedin 2’ Kravec' 26’, 65’ Vida 40’ | Marcatori | 54’ Kuzyk |

| Mariupol' 27 agosto 2017, ore 17:00 EEST 7ª giornata | Mariupol'              | 3 – 0 referto | Dinamo Kiev | Stadio Illičivec'\| Arbitro: \| Možarovs'kyj (Leopoli) \| |
| Arbitro:                                             | Možarovs'kyj (Leopoli) |               |             |                                                           |

| Arbitro: | Derdo (Čornomors'k) |

|                                        |           |  |
| Chačeridi 52’ Mbokani 65’ Cyhankov 67’ | Marcatori |  |

| Arbitro: | Kopievs'kij (Kropyvnyc'kyj) |

|          |           |                                |
| Moha 42’ | Marcatori | 20’ Cyhankov 45+1’ Bujal's'kij |

| Kiev 23 settembre 2017, ore 19:30 EEST 10ª giornata | Dinamo Kiev         | 0 – 0 referto | Veres Rivne | Stadio Dynamo Lobanovs'kyj ( spett.)\| Arbitro: \| Truchanov (Charkiv) \| |
| Arbitro:                                            | Truchanov (Charkiv) |               |             |                                                                           |

| Arbitro: | Kozyk (Mukačevo) |

|                                                       |           |                                                     |
| Charatin 56’ (rig.) Iury 75’ Silas 80’ Opanasenko 87’ | Marcatori | 14’ Mbokani 32’ Bujal's'kij 45+1’ Moraes 82’ Harmaš |

#### Girone di ritorno
| Arbitro: | Abdula (Charkiv) |

|                            |           |             |
| Kovalets 14’ Khoblenko 21’ | Marcatori | 78’ Kravec' |

| Kiev 22 ottobre 2017, ore 19:30 EEST 13ª giornata | Dinamo Kiev      | 0 – 0 referto | Šachtar | Stadio Olimpico (38 618 spett.)\| Arbitro: \| Romanov (Dnipro) \| |
| Arbitro:                                          | Romanov (Dnipro) |               |         |                                                                   |

| Arbitro: | Truchanov (Charkiv) |

|              |           |          |
| Mjakuško 56’ | Marcatori | 12’ Vida |

| Arbitro: | Kozyk (Mukačevo) |

|                            |           |              |
| Moraes 26’ Bujal's'kij 30’ | Marcatori | 58’ Česnakov |

| Arbitro: | Derdo (Čornomors'k) |

|  |           |                  |
|  | Marcatori | 23’, 31’ Mbokani |

| Arbitro: | Kopievs'kij (Kropyvnyc'kyj) |

|  |           |                          |
|  | Marcatori | 13’ Mbokani 51’ Morozjuk |

| Arbitro: | Truchanov (Charkiv) |

|                                                           |           |            |
| Harmaš 28’ Cyhankov 45+3’ Moraes 75’, 80’ D. González 90’ | Marcatori | 27’ Bolbat |

| Oleksandrija 10 dicembre 2017, ore 14:00 EET 19ª giornata | Oleksandrija           | 0 – 0 referto | Dinamo Kiev | CSC Nika (2 228 spett.)\| Arbitro: \| Možarovs'kyj (Leopoli) \| |
| Arbitro:                                                  | Možarovs'kyj (Leopoli) |               |             |                                                                 |

| Arbitro: | Kopievs'kij (Kropyvnyc'kyj) |

|              |           |  |
| Cyhankov 24’ | Marcatori |  |

| Arbitro: | Derdo (Čornomors'k) |

|                                            |           |              |
| Kuliš 13’ Siminin 23’ (rig.) Stepanjuk 82’ | Marcatori | 42’ Cyhankov |

| Arbitro: | Abdula (Charkiv) |

|                                        |           |                       |
| Verbič 58’ Cyhankov 77’ Kędziora 90+2’ | Marcatori | 49’ Charatin 61’ Iury |

#### Poule scudetto
| Arbitro: | Truchanov (Charkiv) |

|            |           |  |
| Moraes 14’ | Marcatori |  |

| Arbitro: | Kopievs'kij (Kropyvnyc'kyj) |

|                                                         |           |  |
| Bjesjedin 4’ Burda 54’ Cyhankov 63’ (rig.) Chl'obas 88’ | Marcatori |  |

| Arbitro: | Možarovs'kyj (Leopoli) |

|                      |           |                                          |
| Totovyc'kyj 29’, 78’ | Marcatori | 48’ Bjesjedin 65’ Šaparenko 72’ Cyhankov |

| Arbitro: | Derdo (Čornomors'k) |

|                                                 |           |  |
| Burda 13’ Verbič 51’ Bjesjedin 54’ Cyhankov 88’ | Marcatori |  |

| Arbitro: | Truchanov (Charkiv) |

|  |           |              |
|  | Marcatori | 33’ Šepeljev |

| Arbitro: | Romanov (Dnipro) |

|                 |           |                                                 |
| Julio César 51’ | Marcatori | 14’ Harmaš 47’, 53’ Bjesjedin 90+3’ D. González |

| Arbitro: | Derdo (Čornomors'k) |

|  |           |             |
|  | Marcatori | 63’ Mbokani |

| Arbitro: | Abdula (Charkiv) |

|                     |           |              |
| Cyhankov 55’ (rig.) | Marcatori | 16’ Borjačuk |

| Arbitro: | Kopievs'kij (Kropyvnyc'kyj) |

|  |           |            |
|  | Marcatori | 68’ Verbič |

| Arbitro: | Romanov (Dnipro) |

|                                  |           |                   |
| Verbič 16’ Khocholava 56’ (aut.) | Marcatori | 23’ (rig.) Marlos |

### Coppa d'Ucraina
| Arbitro: | Možarovs'kyj (Leopoli) |

|                              |           |                                  |
| Staren'kyj 77’ Hrycuk 120+3’ | Marcatori | 36’, 116’ Kravec' 107’ Bjesjedin |

| Arbitro: | Možarovs'kyj (Leopoli) |

|  |           |                       |
|  | Marcatori | 6’ Harmaš 90+3’ Rusyn |

| Arbitro: | Kozyk (Mukačevo) |

|           |           |                                                           |
| Kohut 58’ | Marcatori | 28’ (rig.) Cyhankov 38’ Šepeljev 44’ Bjesjedin 66’ Verbič |

| Arbitro: | Možarovs'kyj (Leopoli) |

|  |           |                            |
|  | Marcatori | 47’ Ferreyra 61’ Rakyc'kyj |

### Champions League

#### Qualificazioni
| Arbitro: | Ekberg |

|                                         |           |                 |
| Jarmolenko 15’ Mbokani 34’ Harmaš 90+4’ | Marcatori | 90+1’ Fassnacht |

| Arbitro: | Gil |

|                               |           |  |
| Hoarau 13’ (rig.) Lotomba 90’ | Marcatori |  |

### Europa League

#### Spareggi
| Funchal 17 agosto 2017, ore 21:30 CEST Play-off – Andata | Marítimo | 0 – 0 referto | Dinamo Kiev | Estádio do Marítimo (8 764 spett.)\| Arbitro: \| Kehlet \| |
| Arbitro:                                                 | Kehlet   |               |             |                                                            |

| Arbitro: | Liany |

|                                         |           |         |
| Harmaš 33’ Morozjuk 35’ D. González 61’ | Marcatori | 68’ Şen |

#### Fase a gironi
| Arbitro: | Vertenten |

|                                            |           |            |
| Sydorčuk 47’ Moraes 49’ Mbokani 65’ (rig.) | Marcatori | 39’ Muzaka |

| Arbitro: | Oddvar Moen |

|                          |           |                                        |
| Ožegović 34’ Tawamba 42’ | Marcatori | 54’ (rig.), 84’ Moraes 68’ Bujal's'kij |

| Arbitro: | Gestranius |

|                          |           |                 |
| Mbokani 34’ Morozjuk 49’ | Marcatori | 17’, 40’ Assalé |

| Arbitro: | Chapron |

|  |           |                 |
|  | Marcatori | 70’ Bujal's'kij |

| Arbitro: | Drachta |

|                                |           |                          |
| Lilaj 18’ Adeniyi 52’ Sowe 56’ | Marcatori | 16’ Cyhankov 90+1’ Rusyn |

| Arbitro: | Gil |

|                                         |           |                       |
| Morozjuk 6’ Moraes 28’, 31’, 77’ (rig.) | Marcatori | 45+4’ (rig.) Jevtović |

#### Fase a eliminazione diretta
| Arbitro: | del Cerro Grande |

|               |           |              |
| Ajdarević 80’ | Marcatori | 19’ Cyhankov |

| Kiev 22 febbraio 2018, ore 19:00 CET Sedicesimi di finale – Ritorno | Dinamo Kiev | 0 – 0 referto | AEK Atene | NSK Olimpiyskyi (27 024 spett.)\| Arbitro: \| Jug \| |
| Arbitro:                                                            | Jug         |               |           |                                                      |

| Arbitro: | Kružliak |

|                              |           |                         |
| Immobile 54’ F. Anderson 62’ | Marcatori | 52’ Cyhankov 79’ Moraes |

| Arbitro: | Gil Manzano |

|  |           |                       |
|  | Marcatori | 23’ Lucas 83’ de Vrij |

### Supercoppa
| Arbitro: | Truchanov (Charkiv) |

|                  |           |  |
| Ferreyra 8’, 56’ | Marcatori |  |

## Statistiche

### Statistiche di squadra
| Competizione         | Punti | In casa | In casa | In casa | In casa | In casa | In casa | In trasferta | In trasferta | In trasferta | In trasferta | In trasferta | In trasferta | Totale | Totale | Totale | Totale | Totale | Totale | DR  |
| Competizione         | Punti | G       | V       | N       | P       | Gf      | Gs      | G            | V            | N            | P            | Gf           | Gs           | G      | V      | N      | P      | Gf     | Gs     | DR  |
| -------------------- | ----- | ------- | ------- | ------- | ------- | ------- | ------- | ------------ | ------------ | ------------ | ------------ | ------------ | ------------ | ------ | ------ | ------ | ------ | ------ | ------ | --- |
| Prem"jer-liha        | 73    | 16      | 13      | 3       | 0       | 40      | 8       | 16           | 9            | 4            | 3            | 24           | 17           | 32     | 22     | 7      | 3      | 64     | 25     | +39 |
| Coppa d'Ucraina      | -     | 0       | 0       | 0       | 0       | 0       | 0       | 3            | 3            | 0            | 0            | 9            | 3            | 4      | 3      | 0      | 1      | 9      | 5      | +4  |
| Champions League     | -     | 1       | 1       | 0       | 0       | 3       | 1       | 1            | 0            | 0            | 1            | 0            | 2            | 2      | 1      | 0      | 1      | 3      | 3      | 0   |
| Europa League        | 13    | 6       | 3       | 2       | 1       | 12      | 7       | 6            | 2            | 3            | 1            | 9            | 8            | 12     | 5      | 5      | 2      | 21     | 15     | +6  |
| Supercoppa d'Ucraina | -     | -       | -       | -       | -       | -       | -       | -            | -            | -            | -            | -            | -            | 1      | 0      | 0      | 1      | 0      | 2      | -2  |
| Totale               | 86    | 23      | 17      | 5       | 1       | 55      | 16      | 26           | 14           | 7            | 5            | 42           | 30           | 51     | 31     | 12     | 8      | 97     | 50     | +47 |

### Andamento in campionato
| Giornata  | 1 | 2 | 3 | 4 | 5 | 6 | 7 | 8 | 9 | 10 | 11 | 12 | 13 | 14 | 15 | 16 | 17 | 18 | 19 | 20 | 21 | 22 | 23 | 24 | 25 | 26 | 27 | 28 | 29 | 30 | 31 | 32 |
| --------- | - | - | - | - | - | - | - | - | - | -- | -- | -- | -- | -- | -- | -- | -- | -- | -- | -- | -- | -- | -- | -- | -- | -- | -- | -- | -- | -- | -- | -- |
| Luogo     | C | T | C | T | C | C | T | C | T | C  | T  | T  | C  | T  | C  | T  | T  | C  | T  | C  | T  | C  | C  | C  | T  | C  | T  | T  | T  | C  | T  | C  |
| Risultato | V | V | V | N | V | V | P | V | V | N  | N  | P  | N  | N  | V  | V  | V  | V  | N  | V  | P  | V  | V  | V  | V  | V  | V  | V  | V  | N  | V  | V  |
| Posizione | 3 | 1 | 1 | 1 | 1 | 1 | 2 | 2 | 1 | 2  | 2  | 2  | 2  | 2  | 2  | 2  | 2  | 2  | 2  | 2  | 2  | 2  | 2  | 2  | 2  | 2  | 2  | 2  | 2  | 2  | 2  | 2  |

Legenda:

Luogo: C = Casa; T = Trasferta. Risultato: V = Vittoria; N = Pareggio; P = Sconfitta.

### Statistiche dei giocatori
In corsivo i calciatori che hanno lasciato la squadra a stagione in corso.
| Giocatore      | Prem"jer-liha | Prem"jer-liha | Prem"jer-liha | Prem"jer-liha | Coppa d'Ucraina | Coppa d'Ucraina | Coppa d'Ucraina | Coppa d'Ucraina | Champions League + Europa League | Champions League + Europa League | Champions League + Europa League | Champions League + Europa League | Supercoppa d'Ucraina | Supercoppa d'Ucraina | Supercoppa d'Ucraina | Supercoppa d'Ucraina | Totale   | Totale | Totale      | Totale     |
| Giocatore      | Presenze      | Reti          | Ammonizioni   | Espulsioni    | Presenze        | Reti            | Ammonizioni     | Espulsioni      | Presenze                         | Reti                             | Ammonizioni                      | Espulsioni                       | Presenze             | Reti                 | Ammonizioni          | Espulsioni           | Presenze | Reti   | Ammonizioni | Espulsioni |
| -------------- | ------------- | ------------- | ------------- | ------------- | --------------- | --------------- | --------------- | --------------- | -------------------------------- | -------------------------------- | -------------------------------- | -------------------------------- | -------------------- | -------------------- | -------------------- | -------------------- | -------- | ------ | ----------- | ---------- |
| A. Alibekov    | 2             | 0             | 0             | 0             | 2               | 0               | 0               | 0               | -+0                              | -+0                              | -+0                              | -+0                              | -                    | -                    | -                    | -                    | 4        | 0      | 0           | 0          |
| V. Antunes     | -             | -             | -             | -             | -               | -               | -               | -               | -                                | -                                | -                                | -                                | 1                    | 0                    | 0                    | 0                    | 1        | 0      | 0           | 0          |
| A. Bjesjedin   | 23            | 6             | 2             | 1             | 4               | 2               | 1               | 0               | 0+8                              | 0+0                              | 0+0                              | 0+0                              | 1                    | 0                    | 0                    | 0                    | 36       | 8      | 3           | 1          |
| D. Bojko       | 12            | -6            | 3             | 0             | 2               | -3              | 0               | 0               | -+4                              | -+-5                             | -+1                              | -+0                              | -                    | -                    | -                    | -                    | 18       | -14    | 4           | 0          |
| V. Bujal's'kij | 26            | 4             | 5             | 0             | 2               | 0               | 0               | 0               | 2+11                             | 0+2                              | 0+5                              | 0+0                              | 1                    | 0                    | 1                    | 0                    | 42       | 6      | 11          | 0          |
| M. Burda       | 12            | 2             | 3             | 1             | 2               | 0               | 0               | 0               | 0+2                              | 0+0                              | 0+0                              | 0+0                              | 0                    | 0                    | 0                    | 0                    | 16       | 2      | 3           | 1          |
| H. Buščan      | 6             | -3            | 0             | 0             | 3               | -2              | 0               | 0               | 0+3                              | 0+-4                             | 0+1                              | 0+0                              | 0                    | 0                    | 0                    | 0                    | 12       | -9     | 1           | 0          |
| J. Chačeridi   | 17            | 1             | 7             | 0             | 1               | 0               | 1               | 0               | 2+7                              | 0+0                              | 1+1                              | 0+1                              | 1                    | 0                    | 0                    | 0                    | 28       | 1      | 10          | 1          |
| D. Chl'obas    | 1             | 1             | 0             | 0             | 0               | 0               | 0               | 0               | -+0                              | -+0                              | -+0                              | -+0                              | -                    | -                    | -                    | -                    | 1        | 1      | 0           | 0          |
| H. Citaišvili  | 0             | 0             | 0             | 0             | 1               | 0               | 0               | 0               | -+0                              | -+0                              | -+0                              | -+0                              | -                    | -                    | -                    | -                    | 1        | 0      | 0           | 0          |
| V. Cyhankov    | 27            | 13            | 2             | 0             | 2               | 1               | 0               | 0               | 1+9                              | 0+3                              | 0+0                              | 0+0                              | 1                    | 0                    | 0                    | 0                    | 40       | 17     | 2           | 0          |
| D. González    | 18            | 2             | 4             | 0             | 2               | 0               | 0               | 0               | 2+10                             | 0+1                              | 1+3                              | 0+0                              | 1                    | 0                    | 0                    | 0                    | 33       | 3      | 8           | 0          |
| D. Harmaš      | 26            | 3             | 4             | 0             | 3               | 1               | 2               | 0               | 2+10                             | 1+1                              | 0+4                              | 0+1                              | 1                    | 0                    | 0                    | 0                    | 42       | 6      | 10          | 1          |
| O. Husjev      | 4             | 0             | 0             | 0             | 0               | 0               | 0               | 0               | 0+1                              | 0+0                              | 0+0                              | 0+0                              | 0                    | 0                    | 0                    | 0                    | 5        | 0      | 0           | 0          |
| A. Jarmolenko  | 5             | 3             | 0             | 0             | 0               | 0               | 0               | 0               | 2+2                              | 1+0                              | 0+1                              | 0+0                              | 1                    | 0                    | 0                    | 0                    | 10       | 4      | 1           | 0          |
| T. Kádár       | 21            | 0             | 6             | 0             | 2               | 0               | 0               | 0               | 2+11                             | 0+0                              | 1+3                              | 0+0                              | 0                    | 0                    | 0                    | 0                    | 36       | 0      | 10          | 0          |
| T. Kędziora    | 22            | 1             | 4             | 0             | 4               | 0               | 1               | 0               | 0+10                             | 0+0                              | 0+1                              | 0+0                              | 0                    | 0                    | 0                    | 0                    | 36       | 1      | 6           | 0          |
| M. Korzun      | 8             | 0             | 3             | 0             | 1               | 0               | 0               | 0               | 2+2                              | 0+0                              | 0+1                              | 0+0                              | 0                    | 0                    | 0                    | 0                    | 13       | 0      | 4           | 0          |
| M. Koval'      | 11            | -9            | 1             | 0             | 0               | 0               | 0               | 0               | 2+5                              | -3+-6                            | 1+0                              | 0+0                              | 0                    | 0                    | 0                    | 0                    | 18       | -18    | 2           | 0          |
| A. Kravec'     | 9             | 3             | 0             | 0             | 1               | 2               | 1               | 0               | 1+4                              | 0+0                              | 0+2                              | 0+0                              | 0                    | 0                    | 0                    | 0                    | 15       | 5      | 3           | 0          |
| B. Ljednjev    | 0             | 0             | 0             | 0             | 1               | 0               | 0               | 0               | -+0                              | -+0                              | -+0                              | -+0                              | -                    | -                    | -                    | -                    | 1        | 0      | 0           | 0          |
| D. Mbokani     | 21            | 9             | 4             | 0             | 2               | 0               | 0               | 0               | 2+5                              | 1+2                              | 0+0                              | 0+0                              | 1                    | 0                    | 0                    | 0                    | 31       | 12     | 4           | 0          |
| V. Mykolenko   | 5             | 0             | 1             | 0             | 2               | 0               | 0               | 0               | -+0                              | -+0                              | -+0                              | -+0                              | -                    | -                    | -                    | -                    | 7        | 0      | 1           | 0          |
| J. Moraes      | 18            | 5             | 0             | 0             | 1               | 0               | 0               | 0               | 0+11                             | 0+7                              | 0+4                              | 0+0                              | 0                    | 0                    | 0                    | 0                    | 30       | 12     | 4           | 0          |
| M. Morozjuk    | 18            | 1             | 1             | 0             | 0               | 0               | 0               | 0               | 2+12                             | 0+3                              | 0+1                              | 0+0                              | 1                    | 0                    | 0                    | 0                    | 33       | 4      | 2           | 0          |
| A. Pantić      | 2             | 0             | 1             | 0             | 2               | 0               | 0               | 0               | 0+1                              | 0+0                              | 0+0                              | 0+0                              | 0                    | 0                    | 0                    | 0                    | 5        | 0      | 1           | 0          |
| J. Pivarić     | 21            | 0             | 2             | 0             | 3               | 0               | 0               | 0               | -+8                              | -+0                              | -+1                              | -+0                              | -                    | -                    | -                    | -                    | 32       | 0      | 3           | 0          |
| R. Rotan'      | 9             | 0             | 2             | 1             | 1               | 0               | 0               | 0               | -+0                              | -+0                              | -+0                              | -+0                              | -                    | -                    | -                    | -                    | 10       | 0      | 2           | 1          |
| A. Rudko       | 2             | -3            | 0             | 0             | 0               | 0               | 0               | 0               | 0+0                              | 0+0                              | 0+0                              | 0+0                              | 1                    | -2                   | 0                    | 0                    | 3        | -5     | 0           | 0          |
| N. Rusyn       | 1             | 0             | 0             | 0             | 1               | 1               | 0               | 0               | -+1                              | -+1                              | -+0                              | -+0                              | -                    | -                    | -                    | -                    | 3        | 2      | 0           | 0          |
| A. Šabanov     | 8             | 0             | 1             | 0             | 1               | 0               | 0               | 0               | -+1                              | -+0                              | -+1                              | -+0                              | -                    | -                    | -                    | -                    | 10       | 0      | 2           | 0          |
| M. Šaparenko   | 14            | 1             | 1             | 0             | 2               | 0               | 0               | 0               | -+5                              | -+0                              | -+0                              | -+0                              | -                    | -                    | -                    | -                    | 21       | 1      | 1           | 0          |
| V. Šepeljev    | 24            | 2             | 4             | 0             | 4               | 1               | 1               | 0               | 2+8                              | 0+0                              | 1+2                              | 0+0                              | 1                    | 0                    | 0                    | 0                    | 39       | 3      | 8           | 0          |
| J. Smyrnyj     | 0             | 0             | 0             | 0             | 1               | 0               | 0               | 0               | -+0                              | -+0                              | -+0                              | -+0                              | -                    | -                    | -                    | -                    | 1        | 0      | 0           | 0          |
| S. Sydorčuk    | 10            | 0             | 5             | 0             | 0               | 0               | 0               | 0               | 2+5                              | 0+1                              | 0+1                              | 0+0                              | 1                    | 0                    | 1                    | 0                    | 18       | 1      | 7           | 0          |
| B. Verbič      | 12            | 4             | 2             | 0             | 2               | 0               | 0               | 0               | -+0                              | -+0                              | -+0                              | -+0                              | -                    | -                    | -                    | -                    | 14       | 4      | 2           | 0          |
| D. Vida        | 9             | 2             | 3             | 0             | 0               | 0               | 0               | 0               | 2+6                              | 0+0                              | 1+0                              | 0+0                              | 1                    | 0                    | 0                    | 0                    | 18       | 2      | 4           | 0          |
| C. Zambrano    | 0             | 0             | 0             | 0             | 0               | 0               | 0               | 0               | -+0                              | -+0                              | -+0                              | -+0                              | -                    | -                    | -                    | -                    | 0        | 0      | 0           | 0          |